# Hugo Rühl
Hugo Rühl (* 10. Oktober 1845 in Anklam; † 17. Oktober 1922 in Stettin) war ein deutscher Turnlehrer und Sportfunktionär. Mehr als 25 Jahre führte er die Geschäfte der Deutschen Turnerschaft.

## Leben
Hugo Rühl war der Sohn eines Gelbgießers. Nach dem Besuch des Anklamer Gymnasiums studierte er ab 1863 Philosophie an der Universität Greifswald, wo er auch eine Ausbildung zum Turnlehrer erhielt. 1868 wurde er promoviert. Anschließend arbeitete er in Gahlkow als Hauslehrer bei der Familie von Vahl.
Nach seiner Teilnahme am Deutsch-Französischen Krieg 1870/71 wurde er Hilfslehrer am Marienstiftsgymnasium in Stettin. Er übernahm 1874 den Vorsitz des Stettiner Turnvereins und wirkte an dessen Aufstieg mit. 1884 gründete er den Pommerschen Turnlehrerverein, dem er lange Zeit vorstand. 1873 wurde er Oberlehrer am Stettiner Stadtgymnasium. Im gleichen Jahr wurde er in den Stadtrat gewählt. Von 1900 bis 1912 war er als Stadtschulrat Mitglied der Stadtverwaltung. Rühl setzte sich für die Förderung des Turnens ein. Zahlreiche Turnhallen, Spiel- und Turnplätze wurden während seiner Amtszeit errichtet.
Von 1893 bis 1919 war Rühl Geschäftsführer der Deutschen Turnerschaft und danach deren Ehrenmitglied. Ab 1907 vertrat er die Turnerschaft im Deutschen Reichsausschuss für Olympische Spiele (DRAfOS).
Er veröffentlichte zahlreiche Aufsätze zu Sportthemen in Tageszeitungen und Fachzeitschriften. Sein Buch zur Entwicklungsgeschichte des Turnens wurde mehrfach aufgelegt.
Der 1925 in Stettin eröffnete große Sport- und Turnplatz wurde ihm zu Ehren Rühl-Kampfbahn genannt.

## Schriften

Deutsche Turner, 1901

- Geschichte der Leibesübungen in Stettin : Ein Baustein zu einer allgemeinen Geschichte der Leibesübungen; Festschrift zum 40jähr. Stiftungsfest des Stettiner Turnverein. Lion, Hof 1887.
- Entwicklungsgeschichte des Turnens. Stuttgart 1895. (5. Auflage Leipzig 1912)
- Der Stettiner Turnverein und die Leibesübungen in Stettin : Festschrift zum 50. Stiftungsfest des Stettiner Turnvereins. Herrcke & Lebeling, Stettin 1897.
- Deutsche Turner. Leipzig und Wien 1901.
- Ferdinand Goetz : Ein deutsches Turnerleben, Historia, Leipzig 1921.
- Festschrift zum 75jährigen Stiftungsfest am 4. und 5. Februar 1922 : 1847-1922 ; Stettiner Turnverein (Korporation). Stettiner Turnverein, Stettin 1922.